# فرودگاه شهری نیوپورت (اورگن)
 فرودگاه شهری نیوپورت، اورگن (به انگلیسی: Newport Municipal Airport (Oregon)) یک فرودگاه همگانی با کد یاتا ONP است که یک باند فرود آسفالت دارد و طول باند آن ۱۶۴۵ متر است. این فرودگاه در شهر نیوپورت، اورگن کشور ایالات متحده آمریکا قرار دارد و در ارتفاع ۴۸٫۸ متری از سطح دریا واقع شده است.